# Expert judiciaire (Maroc)
 (juillet 2022).
Au Maroc, un expert judiciaire est un spécialiste qui est chargé par les juridictions d'instruire des points à caractère technique. Leur statut et leurs conditions d'exercice, régis par la loi 45-00 relative aux experts judiciaires, sont considérés en 2022 comme inadaptés et devant être révisés.
Il lui est interdit de donner son avis sur tous points de droit.

## Types d'experts judiciaires
- Architecte;
- Avocats;
- Médecin;
- Traducteur/interprète;
- Géomètre;
- Topographe;
- Ingénieur;
- Comptable;
- Tourisme et Gestion Hôtelière.

## Droits et obligations des experts

### Obligations
- L'inscription au tableau des experts;
- la prestation du serment suivant :" Je jure devant Dieu Le Tout Puissant de remplir loyalement et fidèlement la mission d'expertise qui me sera confiée, de donner mon avis en toute impartialité et indépendance et de garder le secret professionnel. ";
- participation à des sessions d'études relatives aux aspects juridiques de l'expertise, organisées par le ministère de la justice au profit des experts judiciaires;
- l'exécution de sa mission sous le contrôle du conseiller rapporteur, du juge rapporteur ou du juge chargé de l'affaire;
- l'interdiction de déléguer sa mission à un autre expert;
- établissement du rapport d'expertise dans le délai qui lui est imparti par la décision judiciaire, sauf prorogation dudit délai sur sa demande.
- information du conseiller rapporteur, du juge rapporteur ou du juge chargé de l'affaire de toutes les difficultés entravant sa mission;
- accomplissement de sa mission lorsqu'il est désigné dans le cadre de l'assistance judiciaire;
- l'information immédiate du procureur général du Roi près la cour d'appel dans la circonscription de laquelle il est inscrit de toute modification intervenue dans sa situation, sous peine de non-renouvellement de son inscription au tableau;
- l'envoi, en fin de chaque année au ministère de la justice, sous peine de non-renouvellement de son inscription au tableau, d'un rapport mentionnant le nombre d'expertises effectuées au cours de l'année, le tribunal ou la cour qui a rendu la décision d'expertise et la juridiction l'ayant désigné, la date de notification de la décision d'expertise, le délai imparti pour effectuer l'expertise et la date du dépôt du rapport d'expertise au greffe.

### Droits
- Les honoraires;
- Protection légale.

## Sanctions disciplinaires
Les sanctions disciplinaires sont :  
- l'avertissement ;
- le blâme ;
- l'interdiction provisoire d'exercer l'expertise pour une durée maximum d'un an ;
- la radiation du tableau.

## Sanctions pénales
- La perception par l'expert, en sus des honoraires et remboursement des frais qui lui sont dus, des sommes d'argent ou des avantages quels qu'ils soient, à l'occasion de l'accomplissement de la mission qui lui est confiée, est considérée comme une corruption;
- l'expert qui donne, dans une expertise judiciaire, un avis mensonger, ou consigne dans son rapport des faits qu'il sait non conformes à la vérité et qui sont susceptibles d'induire la justice en erreur ou omet délibérément de les mentionner, est coupable de faux témoignage et encourt les peines prévues par le code pénal marocain;
- L'exercice de la profession d'expert judiciaire sans l'inscription dans le tableau des experts est sanctionné des peines prévues par l'article 381 du code pénal marocain.